# Moammar al-Qadhafi
Moammar Mohammed al-Qadhafi (Arabisch: معمر القذافي audioⓘ; diverse transliteraties: Kadhafi, Kaddafi, Khaddafi, Khadaffi, Gaddafi, Gadaffi, Gathafi) (nabij Sirte, 7 juni (?) 1942 (?) – aldaar, 20 oktober 2011) was 42 jaar lang de leider van Libië, van 1 september 1969 tot de val van zijn machtscentrum op 23 augustus 2011. Op 20 oktober 2011 werd hij gedood in Sirte. Qadhafi bezat geen publiek ambt of officiële titel, maar werd in Libië door zijn aanhangers meestal als 'Broeder Leider' aangesproken. Buiten Libië werd hij gewoonlijk 'kolonel Qadhafi' genoemd.

## Levensloop

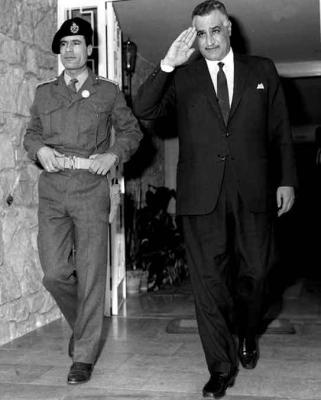
Qadhafi en Abdal Nasser (1969)

### Vroege carrière
Qadhafi stamde uit een familie van nomadische bedoeïenen. Zijn geboortedatum en -jaar zijn onzeker. Men houdt het jaar 1942 aan, maar het kan ook ergens tussen 1939 tot 1943 zijn. Van 1956 tot 1961 bezocht hij een Koranschool te Fezzan, het tot 1951 Franse,  zuidwestelijke deel van Libië. Hij bezocht enige tijd de militaire academie van 's lands tweede stad Benghazi, in de andere kant van het land, bij Egypte, alwaar hij zich in 1963 aansloot bij de Vrije Officieren voor Eenheid en Socialisme, een organisatie van pro-nasseristische, antimonarchistische officieren. Na het behalen van zijn diploma werd hij voor training naar Groot-Brittannië gezonden. Qadhafi keerde eind 1966 naar Libië terug.

### Staatsgreep
Op 1 september 1969 pleegden de Vrije Officieren voor Eenheid en Socialisme een staatsgreep. De bejaarde koning Idris I, die op dat moment in Turkije verbleef voor een medische behandeling, werd afgezet op de dag vóór zijn neef Hasan as-Senoessi hem zou opvolgen en de Libische Arabische Republiek werd uitgeroepen. Op 8 september 1969 werd Qadhafi tot voorzitter van de Revolutionaire Commandoraad benoemd. Vervolgens brak tussen Qadhafi en de andere jonge officieren een machtsstrijd los, die Qadhafi in januari 1970 in zijn voordeel wist te beslechten. Koning Idris, die in 1951 zijn land naar de zelfstandigheid had geleid, overleed in 1983 als balling in Caïro.

### Ideologie
Qadhafi heeft in de loop van jaren een geheel eigen politieke filosofie ontwikkeld, die hij, verwijzend naar het Arabisch socialisme van de Egyptische president Nasser, het islamitisch socialisme noemde. Deze heet ook wel de theorie van de drie cirkels, namelijk de Arabische, de islamitische en de Afrikaanse wereld. In alle drie zou Libië een centrale rol toekomen. In feite is zijn leer, zoals opgetekend in zijn Groene Boek (1976) een combinatie van islamisme en populistisch socialisme. Bovendien streefde hij naar een socialistische samenleving waarin iedereen gelijk is en waar de staat het economisch leven controleert. 

### Economie
Onder Qadhafi's bewind werden de olie-inkomsten inderdaad evenrediger over het volk verdeeld dan onder de koning het geval was. Ook was Qadhafi binnen de OPEC een van de eerste initiatiefnemers tot het verkrijgen van controle over de olieprijzen en het verminderen van de invloed van de machtige oliemaatschappijen, de Seven Sisters. Dit leidde tot een sterke verhoging van de levensstandaard van de Libische bevolking, en het Libisch BBP per hoofd van de bevolking gecorrigeerd naar koopkrachtpariteit overtrof zelfs dat van de meeste Europese landen en de Verenigde Staten gedurende twee decennia. Qadhafi liet ook de Great Man-made River aanleggen, een project waarbij fossiel grondwater van onder de Libische woestijn werd opgepompt en naar de steden in het noorden getransporteerd voor drinkwater en irrigatie. De economie was echter zeer eenzijdig gebaseerd op olie-inkomsten wat enerzijds de ontwikkeling van andere sectoren belemmerde ('Dutch Disease') en anderzijds de economie kwetsbaar maakte voor schommelingen in de olieprijzen. De prijsdalingen van de jaren '80 en '90, alsmede de economische sancties tegen Libië, deden de economie in een later stadium veel pijn. Toch bleef Libië tot de val van Qadhafi in 2011 het meest ontwikkelde land van Afrika.

### Pan-Arabische aspiraties
Direct nadat Qadhafi en diens Revolutionaire Commandoraad goed en wel aan de macht waren gekomen, werden de westerse invloeden in Libië teruggedrongen en werd bijvoorbeeld alcohol verboden. Dit verbod ging zelfs zover dat de regering het nuttigen van alcohol in buitenlandse ambassades eveneens verbood. In 1971 werd de Arabische Socialistische Unie opgericht, een organisatie die Qadhafi's ideeën vertegenwoordigde. De ASU was de enige politieke organisatie in Libië. Naast sterke nadruk op de islamitische identiteit van het land, legde de regering ook bijzondere aandacht aan de dag voor het panarabisme, in die dagen een populaire beweging in het Midden-Oosten. Geïnspireerd door Gamal Abdel Nasser, de Egyptische president die een groot voorstander was van Arabische eenheid, streefde Qadhafi van het begin af aan naar een groot-Arabische staat. Feitelijk probeerde hij na diens dood de positie van leidende figuur in het Arabisch nationalisme over te nemen. In 1972 kwam een "Federatie van Arabische Republieken" tot stand. Deze federatie bestond naast Libië uit Egypte en Syrië. Spoedig bleek deze federatie een dode letter, niet in de laatste plaats vanwege de vraag wie de leider ervan zou moeten zijn. Na het mislukken van deze eerste poging ging Qadhafi's Libië een federatie aan met het Tunesië van Habib Bourguiba (1974). Ook deze federatie was geen succes, want tussen Qadhafi en Bourguiba ontstonden spanningen.
Qadhafi speelde graag de rol van "adviseur" en steun voor bevriende collega-dictators. Zo kon bijvoorbeeld de beruchte Oegandese dictator Idi Amin wegens diens "anti-imperialistische" stellingname tegenover het westen, en omdat hij moslim was, op Qadhafi's steun rekenen. In 1972 adviseerde hij Amin om alle Aziaten uit Oeganda te verwijderen, wat deze dan ook prompt deed. Ongeveer 80.000 Aziaten, merendeels Indiërs, moesten al hun bezittingen achterlaten en vluchten. Aangezien de Oegandese economie sterk bepaald werd door deze Aziaten, volgde een economische ineenstorting. Later zou hij zich van Amin afkeren en hem een 'fascist' noemen. Ook Jean-Bedel Bokassa werd door Qadhafi gesteund en bekeerde zich onder diens invloed zelfs korte tijd tot moslim. Later zou Bokassa zich van Qadhafi afkeren als onderdeel van een deal met de Fransen, die in ruil daarvoor meebetaalden aan zijn kroning tot keizer.
Qadhafi zag zich niet alleen als leider van Libië, maar ook als leider van de gehele Arabische wereld. Het grote probleem voor hem was echter dat zijn land slechts een paar miljoen zielen telde en in demografische termen een dwerg was vergeleken bij bijvoorbeeld Egypte. De olie-inkomsten hadden echter van Libië een rijke staat gemaakt die het in staat stelde zijn invloed uit te oefenen door verzetsbewegingen in het buitenland te steunen en te financieren.
Zo steunde hij met name in de jaren zeventig en tachtig de PLO (Palestijnse Bevrijdingsorganisatie). De steun aan de PLO - in de vorm van wapens en trainingskampen - werd groter nadat de Egyptische president Sadat in 1979 een vredesverdrag met Israël had gesloten. Qadhafi werd de grote vijand van Sadat. De steun die de PLO voorheen kreeg van Egypte, kwam vanaf dat moment van Libië. Qadhafi verbrak de betrekkingen met Sadat en steunde de extreemlinkse en de fundamentalistische oppositie in Egypte. Nu de betrekkingen met Egypte waren verslechterd, zocht Libië steun bij de Sovjet-Unie, een land dat hij voorheen altijd had bekritiseerd. De Sovjet-Unie leverde vanaf 1979 de destijds zeer moderne MiG-25-vliegtuigen.
In 1977 onderging Libië een grote staatkundige hervorming met de oprichting van de Libisch-Arabische Socialistische Volks-Jamahiriyah. De Revolutionaire Commandoraad werd afgeschaft evenals het ambt van premier. Qadhafi nam het nieuwe ambt van secretaris-generaal van het Algemeen Volkscongres (parlement) op zich, en werd daarmee staatshoofd. De premier werd secretaris-generaal van het Algemeen Volkscomité (ministerraad). In 1979 liet Qadhafi zich van zijn functie ontheffen en sindsdien bekleedde hij geen staatsambt meer. Toch bleef hij als "Leider van de Revolutie" en "Gids van de Revolutie" de leider van Libië.
Vanaf de jaren tachtig verlegde Qadhafi zijn werkterrein van het Midden-Oosten naar de Sahelstaten. Hij maakte aanspraak op de Aouzoustrook in het noorden van Tsjaad en steunde pro-Libische militieleiders in Tsjaad. In 1973 hoopte hij al in een samengaan van Libië en Tunesië in een nieuw te vormen "islamitische Arabische republiek". Hier kwam uiteindelijk niets van terecht en ook de operatie in Tsjaad mislukte; in de zogenaamde Toyota-oorlog wisten de zich door middel van Toyota´s voortbewegende en hiermee veel mobielere Tsjadische troepen de Libiers grondig te verslaan.

### Qadhafi en het separatisme
Reeds in 1972 werd Qadhafi's naam in verband gebracht met de groep Zwarte September, die tijdens de Olympische Spelen van 1972 een bloedbad aanrichtte (onder de Israëlische sportploeg). Bekend is Qadhafi's steun aan gewelddadige strijdgroepen, zoals de IRA en het Democratisch Front voor de Bevrijding van Palestina, die volgens Qadhafi geen 'terroristische' groepen waren maar bevrijdingsbewegingen. Qadhafi's naam wordt in verband gebracht met aanslagen op vliegtuigen en op vliegvelden in Wenen en Rome (1985). 
In 1981 kwam Qadhafi voor het eerst direct in botsing met de Verenigde Staten. Aanleiding was een geschil over de Golf van Sidra die door Libië als Libische territoriale zee werd opgeëist maar algeheel gezien werd als internationale wateren. De Amerikanen patrouilleerden ter lucht en in de zee in het gebied. Het kwam op 19 augustus 1981 tot een luchtgevecht waarin 2 Libische Su-22 vliegtuigen door de Amerikanen werden neergehaald. Door de aanslagen in Wenen en Rome waren de spanningen verder opgelopen, en op 24 maart 1986 kwam het tot een tweede treffen, ditmaal ter zee, in de Golf van Sidra waarbij de Libische marine in botsing kwam met een veel sterkere Amerikaanse vloot. De Amerikanen brachten 2 van de 5 Libische vaartuigen tot zinken en beschadigden er nog 2, en er vielen 72 doden.
Op 5 april 1986 werd bomaanslag op discotheek La Belle in West-Berlijn gepleegd, waarbij drie mensen het leven lieten en 200 gewonden vielen. De Amerikanen houden Qadhafi hiervoor verantwoordelijk, op basis van onderschepte telexberichten. De daad zou een wraakactie zijn voor het incident in de Golf van Sidra. Op 15 april 1986 bombardeerden Britse en Amerikaanse vliegtuigen in reactie hierop een van de tientallen militaire bases in Tripoli en Benghazi. Bij de actie, genaamd Operatie El Dorado Canyon vielen volgens officiële opgaven 37 doden, waaronder een vierjarig pleegdochtertje van Qadhafi zou zijn, aangeduid als "Hanna". Dit zou later weer ontkracht zijn. Qadhafi werd verantwoordelijk gemaakt voor de bomaanslag op 21 december 1988 op een vliegtuig dat neerstortte op het Schotse plaatsje Lockerbie, deze actie zou weer een vergelding zijn voor Operatie El Dorado Canyon. 
In de jaren tachtig werd hij er door het Westen ook van verdacht financiële, materiële of logistieke steun te verlenen (of te hebben verleend) aan politieke acteurs zoals Aboe Nidal, Charles Taylor, Idi Amin en Carlos de Jakhals. Verschillende bewegingen die in eigen land als terroristisch en door Qadhafi als vrijheidsstrijders betiteld zouden worden, zouden door hem zijn gesteund: van onder andere Lichtend Pad in Peru tot de Provisional IRA in Noord-Ierland tot Moro Islamic Liberation Front in de Filipijnen, en vele andere groeperingen.
Deze periode van botsingen en retaliaties tussen Libië en het Westen, vooral de Verenigde Staten viel samen met de presidentsperiode van Ronald Reagan. Deze noemde Qadhafi publiekelijk 'the mad dog of the Middle East' ('de dolle hond van het Midden-Oosten'), een uitspraak die door veel moslims overigens ook als kwetsend werd ervaren. Reagan maakte zich populair door Qadhafi hard aan te pakken, maar ook Qadhafi won er in eigen land en binnen de Arabische wereld aan populariteit mee.

### Jaren negentig
In oktober 1993 pleegden 2000 militairen een mislukte aanslag op Qadhafi's leven.
De Libische militairen die in Tsjaad vochten aan de zijde van een pro-Libische president, werden in mei 1994 uit Tsjaad teruggetrokken. In juli 1996 liep een voetbalwedstrijd in Tripoli, georganiseerd door Qadhafi's zoon Saif al-Islam al-Qadhafi, uit op een bloedbad. Pro- en anti-Qadhafi-gezinden raakten slaags.
De Venezolaanse president Hugo Chávez werd een goede persoonlijke vriend van Qadhafi, die vele malen zijn land bezocht. Ze overstelpten elkaar met cadeaus. In 2009 werd in Tripoli een sportstadion naar Chávez genoemd.

### Rehabilitatie

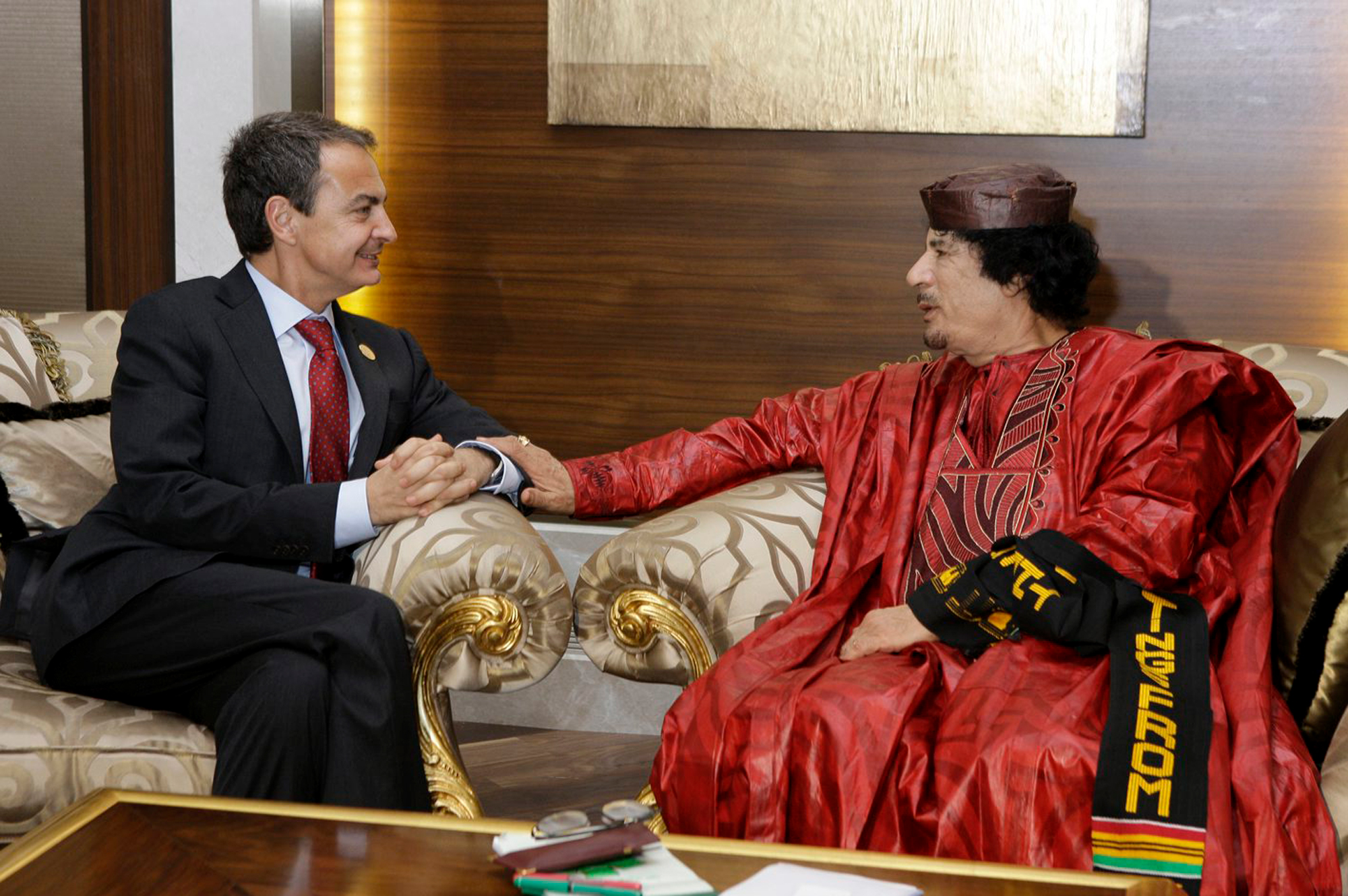
Qadhafi ontvangt premier Zapatero van Spanje (2010)

Vanaf eind jaren negentig leek Qadhafi een gematigder man te zijn geworden en te streven naar een vreedzamere wereld. Qadhafi probeerde nu vooral op het Afrikaanse continent een leidende rol op zich te nemen en profileerde zich ook meer als Afrikaan. Zo streefde Qadhafi naar een Verenigd Afrika en nam Libië prominent deel aan de vergaderingen van de Organisatie van Afrikaanse Eenheid (OAU). Qadhafi stak ook veel geld in de ontwikkeling van de Afrikaanse staten. Toen in 1998 de Tweede Congolese Burgeroorlog uitbrak maakte Libië deel van een informele coalitie van Afrikaanse staten die zich achter Kabila en tegen de rebellen opstelde. Libië verleende Kabila logistieke steun.
Dankzij de inzet van Nelson Mandela en VN-secretaris-generaal Kofi Annan leverde Qadhafi in 1999 de verdachten uit die tijdens een speciaal tribunaal in Kamp Zeist (Nederland) werden berecht. Na de terroristische aanslagen op 11 september 2001 in de Verenigde Staten was hij de eerste Arabische leider die de aanslagen afkeurde en tevens Al Qaida afwees. In 2002 sprak Qadhafi zijn excuses uit voor de Lockerbie-bomaanslag en bood hij geld aan de slachtoffers aan ter compensatie.
Na de val van het regime van Saddam Hoessein in april 2003 werd ook Libië beschuldigd van het maken van kernwapens. Anders dan bij Irak bleek dit inderdaad het geval te zijn toen de Libische regering besloot het nucleaire programma stop te zetten en de nucleaire wapenonderdelen te ontmantelen. De voormalige minister van Buitenlandse Zaken van de Verenigde Staten Condoleezza Rice zei in een interview dat de Amerikaanse inlichtingendienst achteraf verrast waren over hoe ver het Libische kernprogramma al gevorderd was.
Na al deze tegemoetkomingen kon de Libische leider opnieuw rekenen op de steun en de sympathie van de Westerse regeringsleiders. Ook in de media wordt Qadhafi niet langer afgeschilderd als de baarlijke duivel. In maart 2004 bezocht de Britse premier Tony Blair als eerste westerse regeringsleider sinds jaren Libië, waar hij onder meer met Qadhafi sprak. Hij hoopte dat Libië een bondgenoot zou worden in de internationale strijd tegen het terrorisme. Met het oog op het afsluiten van nieuwe olie- en zakencontracten knoopten ook andere politieke leiders zoals Jacques Chirac, Silvio Berlusconi, Barack Obama, José Zapatero en Herman Van Rompuy vriendschappelijke relaties met Qadhafi aan.
Qadhafi's zoon Saif al-Islam al-Qadhafi mengde zich in deze jaren steeds meer in de Libische en internationale politiek.

### Relatie met Zwitserland
In contrast met de verbetering met de Westerse landen stond een verslechtering van de relatie met Zwitserland vanaf 2008, waar ook de handel tussen Libië en Zwitserland sterk onder leed. De directe aanleiding was een incident in Génève, waarbij Qadhafi´s zoon Hannibal en diens vrouw werden gearresteerd op verdenking van mishandeling van twee hotelbediendes. De aanklacht werd geseponeerd, maar de relatie tussen beide landen verslechterde. Ook een Zwitsers verbod op het bouwen van nieuwe minaretten in 2009 volgend op een referendum, leidde tot een woedende reactie van Qadhafi. In 2009 werden twee Zwitsers in Libië vastgehouden en tot 16 maanden gevangenisstraf veroordeeld. Hoewel Libië volhield dat dit niets met het incident in Génève te maken had, werd in Zwitserland aangenomen dat dit wel zo was. Qadhafi sloot de vestigingen van Zwitserse ondernemingen zoals Nestlé, trok de Zwitserse rekeningen van Libische staatsfondsen leeg, en hief de meeste directe vluchten tussen beide landen op. De Zwitserse president Hans-Rudolf Merz reisde in augustus 2009 naar Tripoli om zijn excuses aan te bieden voor het incident in Génève, maar dit werd hem in Zwitserland zeer kwalijk genomen. Er werd door vader en zoon Qadhafi dreigende taal richting Zwitserland geuit, terwijl de Zwitserse speciale eenheden een reddingsoperatie voorbereidden om de gevangen Zwitsers te bevrijden. Van een dergelijke reddingsactie is het overigens nooit gekomen, en de Zwitserse parlementarier Jakob Buechler gaf nadien toe dat het waarschijnlijk tot een grote mislukking had geleid, wanneer de operatie was doorgegaan.. Tot de Libische opstand zouden de relaties met Zwitserland slecht blijven.

### Opstand in Libië

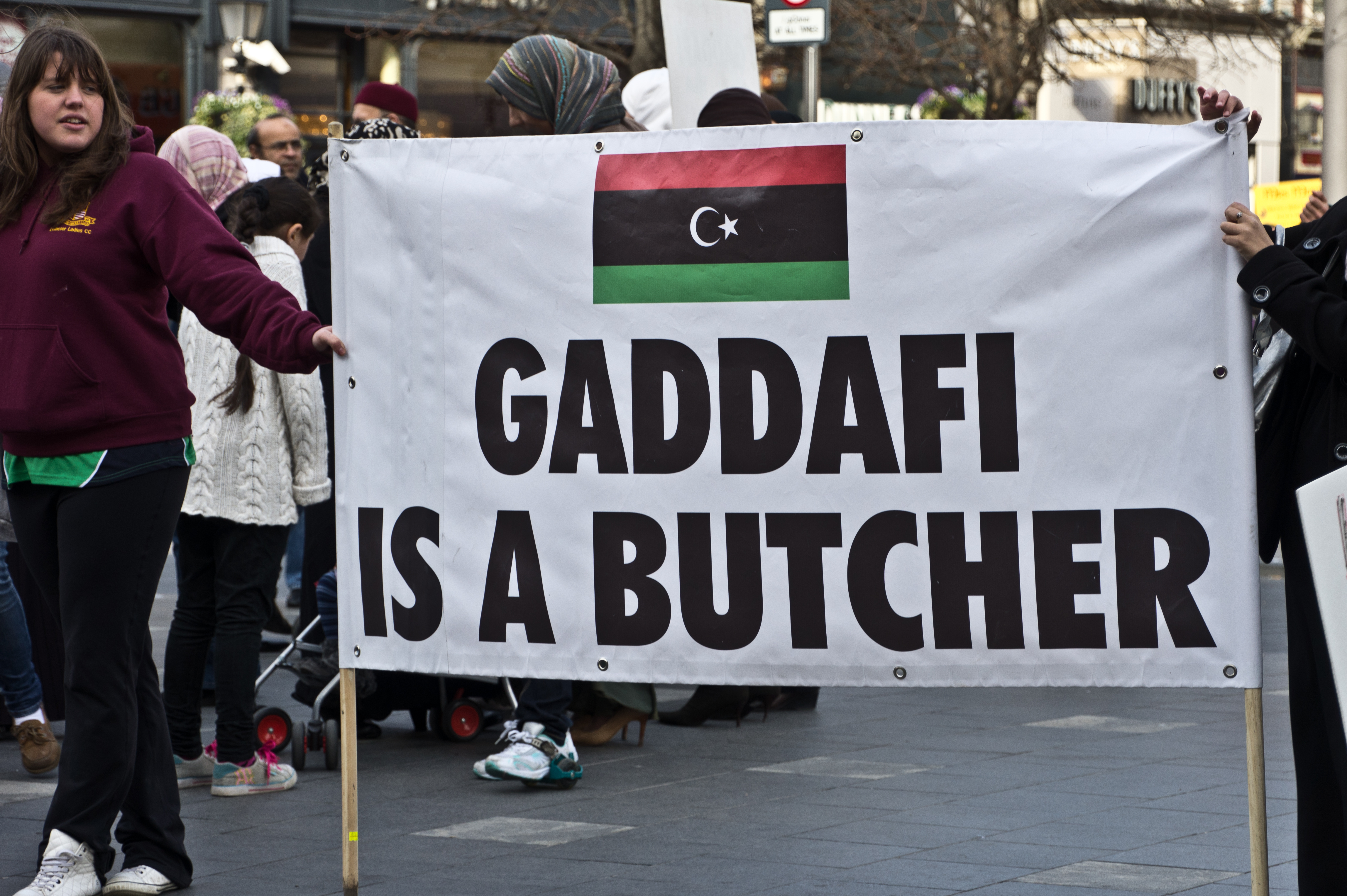
Spandoek met daarop de tekst Qadhafi is een slachter tijdens Libische protesten in Dublin (19 maart 2011)

Vanaf 15 februari 2011 kwam een deel van het volk van Libië, in navolging van protesten in andere Arabische landen, in opstand. Aanvankelijk vonden de protesten vooral plaats in Benghazi in het oosten van het land, maar na enkele dagen sloegen ze ook over naar de hoofdstad Tripoli. Qadhafi zette vrijwel vanaf het begin hard in en liet zijn oproerpolitie de demonstranten hardhandig uiteendrijven. Dit escaleerde de situatie alleen maar. De betogers eisten het aftreden van Qadhafi, die in een televisietoespraak op 22 februari liet weten dat hij niet van plan was om op te stappen. Ook meldde hij dat opstandelingen de doodstraf zouden krijgen. 
In een interview met de Amerikaanse verslaggeefster Christiane Amanpour op de Amerikaanse zender ABC verklaarde hij dat er in Libië geen opstanden waren en dat het volk niet tegen hem was maar zelfs van hem hield. De opstand zou veroorzaakt zijn door inmenging van het buitenland en Al-Qaida, en door het gebruik van hallucinogene drugs. Op 26 februari 2011 vergeleek de Libische gezant bij de VN-veiligheidsraad Qadhafi met misdadigers als Pol Pot en Adolf Hitler die zich ook met geweld tegen ongewapende burgers keerden.
Op 7 maart 2011 meldde al-Jazeera dat Qadhafi de rebellen in zijn land had aangeboden om een volkscongres te houden om hem af te laten treden, onder voorwaarden, waaronder een veilige aftocht en volledige bescherming voor zijn hele familie. Ook wilde hij dat er geen documenten overhandigd zouden worden aan het Internationaal Strafhof (ICC) in Den Haag. Daar kwam echter niets van terecht.
In de loop van de opstand besloten verschillende landen, waaronder Frankrijk en later ook de Verenigde Staten, om de in Benghazi zetelende Nationale Overgangsraad (NTC) te erkennen als regeringsautoriteit in Libië. Aanvankelijk kon Qadhafi het tij keren en de opstandelingen terugdrijven tot  voor Benghazi met zijn leger en buitenlandse huurlingen, maar toen de afkondiging van de no-flyzone door de NAVO tot luchtaanvallen leidde konden de opstandelingen zich handhaven en het land stukje bij beetje veroveren. Terwijl langs de noordoostelijke kuststrook de opstandelingen en regeringstroepen elkaar telkens heen en weer dreven op een manier die deed denken aan de strijd aldaar 70 jaar eerder, en Misratah door regeringstroepen werd belegerd, naderde een andere groep opstandelingen Tripoli vanuit het westen.
Het Internationaal Strafhof besloot op 27 juni 2011 internationale arrestatiebevelen uit te vaardigen tegen Qadhafi, zijn zoon Saif en zijn zwager Abdullah Senussi, wegens grootschalig geweld tegen de burgerbevolking.
In augustus 2011 rukten opstandelingen op naar Tripoli waar ze op 23 augustus het hoofdkwartier van Qadhafi veroverden. Van de dictator ontbrak echter elk spoor. Wel kwamen enkele audioboodschappen naar buiten via lokale radiostations en een station in Syrië. In een van die boodschappen, op 24 augustus, zei hij te zullen doorstrijden 'tot de overwinning of de dood'. De voorzitter van de NTC, Mustafa Abud al-Jeleil, maakte op diezelfde dag bekend dat er een prijs van zo'n 1 miljoen dollar op het hoofd van Qadhafi was gezet. Op 28 augustus gaf een woordvoerder van Qadhafi aan dat deze bereid was te onderhandelen over het overdragen van de macht. De Nationale Overgangsraad zei echter geen genoegen te nemen met iets anders dan overgave. Qadhafi was waarschijnlijk naar zijn geboorteplaats Sirte uitgeweken, die hij op 1 september tot nieuwe hoofdstad van de Grote Libisch-Arabische Socialistische Volks-Jamahiriyah uitriep. Dit was een zinloos gebaar, daar hij op dat moment door het grootste deel van de wereld niet meer werd erkend als leider van Libië. Sirte was al gereduceerd tot een der laatste verzetshaarden, die stuk voor stuk door de rebellen werden opgeruimd.

### De moord
Op 20 oktober voerde de NAVO een bombardement uit op elf militaire voertuigen, die onderdeel uitmaakten van een konvooi van in totaal 75 voertuigen. Dit konvooi verliet Sirte 'met hoge snelheid' en werd gezien als 'significant gevaar' voor de plaatselijke bevolking. Niet bekend was dat Qadhafi met dat konvooi probeerde te vluchten. Na het bombardement ontstond op de grond een vuurgevecht.
Later die dag meldden de nieuwe machthebbers in Libië dat Qadhafi was opgepakt. De officiële versie volgens Mahmoud Jibril, de premier van de overgangsregering, luidde: 'Het voertuig waarin Qadhafi probeerde te vluchten, kwam terecht in een vuurgevecht tussen de rebellen en de aanhangers van Qadhafi. Qadhafi werd eerst in de maagstreek geraakt en daarna in het hoofd. De forensische expert kon nog niet uitmaken of de kogel van de rebellen of van zijn aanhangers kwam.' Videobeelden bevestigen echter dat Qadhafi levend in handen van de rebellen viel. Wellicht ontstond kort hierna een vuurgevecht.
Qadhafi leek gewond te zijn geraakt in zijn schuilplaats tijdens een gevecht tussen zijn voor- en tegenstanders. Daarna vluchtte hij het irrigatiebuizenstelsel in. Daar werd hij door tegenstanders, waaronder Omran Ben Shaaban, uitgehaald, kennelijk gewond aan het hoofd. Aan een van hen vroeg hij wat hij de persoon specifiek had aangedaan. Na wat heen en weer te zijn getrokken werd hij kennelijk doodgeschoten. Diezelfde dag nog werden foto's en filmpjes van het stoffelijk overschot van de ex-dictator getoond. Ook waren beelden te zien van een nog levende Qadhafi die op een truck was gezet en versuft naar zijn eigen bebloede handen keek.
Ook Qadhafi's zoon Mutassim werd op 20 oktober gedood. De lichamen werden overgebracht naar Misurata, waar ze in een koelcel werden gelegd, die werd opengesteld voor publiek. Er werd autopsie uitgevoerd op Qadhafi's lichaam om de doodsoorzaak vast te stellen.
Al-Qadhafi's stoffelijk overschot werd volgens de nieuwe Libische regering op 25 oktober 2011 op een geheime locatie in de Libische woestijn conform de islamitische gebruiken begraven.

## Persoonlijk leven
Qadhafi groeide op in een tent, zoals dat bij Bedoeïenen gebruikelijk is. Hij werd door sommigen als excentriek beschouwd. Hij mocht graag in het middelpunt van de aandacht staan en kleedde zich naarmate hij langer aan de macht was steeds kleurrijker, in gewaden die van traditionele Afrikaanse kleding leken te zijn afgeleid en die wellicht zijn positie als belangrijk Afrikaans leider moesten benadrukken. Qadhafi onderging waarschijnlijk ten minste één keer plastische chirurgie.
Ook liet hij zich omringen door een lijfwacht die uit vrouwelijke elitesoldaten bestond, de Amazonegarde. De Amazones moesten zware training ondergaan en werden door Qadhafi persoonlijk uitgekozen. Bij buitenlandse bezoeken verbleef hij in een bedoeïenentent in plaats van in een hotel. Ook buitenlandse gasten - zowel Arabische als westerse - werden in een luxueuze tent ontvangen. Qadhafi werd altijd door ten minste 15 Amazones omringd.
Qadhafi was sterk beïnvloed door socialisme en door de pan-Arabische ideologie van Nasser, die hij als een mentorfiguur zag (Nasser omschreef Qadhafi als 'een aardige jongen, maar ontzettend naïef'). Hij was echter ook belijdend moslim en zag zichzelf als centraal in de islamitische wereld, hoewel hij van fundamentalisme en salafisme niets moest hebben.
Qadhafi was aanvankelijk getrouwd met Fathia Khaled, een lerares. Zij scheidden na zes maanden toen Fathia zwanger was van Qadhafi's oudste zoon Mohammed al-Qadhafi. Qadhafi trouwde in 1970 met Safiya (geboren Sofia Farkaš) uit Mostar, in Bosnië en Herzegovina. Zij hadden elkaar ontmoet toen Qadhafi in Mostar aan de luchtmachtacademie studeerde. Met haar had hij zes zonen, een dochter, een geadopteerde zoon en een geadopteerde dochter. Officiële bronnen beweren echter dat Safiya Libische is uit de Al Barassiclan en dat zij geboren is in Al Abyeda (bij Benghazi). Volgens deze bronnen zou het paar elkaar hebben ontmoet in een ziekenhuis in Tripoli waar Qadhafi herstelde van een auto-ongeluk.
Qadhafi had de reputatie een rokkenjager te zijn, en zou vrouwen hebben laten ontvoeren om ze vast te houden en als seksslavinnen te gebruiken. Ook zijn vrouwelijke lijfwachten van zijn Amazonegarde zouden door hem zijn verkracht, waarna ze werden doorgespeeld aan zijn zonen en hooggeplaatste functionarissen alvorens te worden afgedankt.

### Kinderen
1. Mohammed al-Qadhafi (1970): Libisch lid Olympisch comité.
2. Saif al-Islam al-Qadhafi (1972): Hoofd van GIFCA, een charitatieve organisatie. Studeerde economie.
3. Al-Saadi al-Qadhafi (1973): vooral bekend als voetballer. Vermoedelijk op 20 augustus 2011 door rebellen gevangengenomen.
4. Al-Mu'tasim-Billah al-Qadhafi (1974-2011): luitenant-kolonel in het Libische leger, in Nederland ook bekend door zijn contacten met het fotomodel Talitha van Zon. Stierf, evenals zijn vader, op 20 oktober 2011.
5. Hannibal Muammar al-Qadhafi (1975): vooral bekend van een serie geweldsincidenten in Europa.
6. Aisha al-Qadhafi (1976): advocate die o.a. Saddam Hoessein en Muntazer al-Zaidi verdedigde. Tot aan de demonstraties was zij goodwill ambassadeur bij de VN.
7. Saif al-Arab al-Qadhafi (1982-2011): betrokken bij verscheidene incidenten in Europa, waarvan één in een nachtclub in Duitsland. Stierf bij een luchtaanval van de NAVO op 30 april 2011.[36]
8. Khamis al-Qadhafi (1983-2011): hoofd van de Khamisbrigade, de best getrainde en bewapende eenheid van het Libische leger. Khamis al-Qadhafi is volgens verschillende Arabische bronnen overleden in een ziekenhuis in Tripoli bij een zelfmoordaanval op de barak van Moammar al-Qadhafi. Later (29 augustus 2011) werd gemeld dat hij bij gevechten in het zuiden van Libië was omgekomen. Dit was de vierde maal dat Khamis werd doodverklaard.[37]

### Geadopteerde kinderen
- Milad Abuztaia al-Qadhafi: een neef (oomzegger) van Qadhafi.
- Hana al-Qadhafi: werd door Qadhafi genoemd als zijn pleegdochter, die op vierjarige leeftijd[bron?] zou zijn omgekomen bij het Amerikaans bombardement op Tripoli in 1986. Er is destijds echter geen onafhankelijke bevestiging gevonden van haar bestaan, laat staan van haar dood. In 2011 bleek dat zij zeer waarschijnlijk wél bestond en nog in leven was, toen in Bab al-Azizia een kamer werd gevonden die van haar zou zijn, waarin foto's en documenten met haar naam werden gevonden. Hana al-Qadhafi zou op 11 november 1985 zijn geboren (ze was dus zes maanden oud tijdens het bombardement) en later geneeskunde hebben gestudeerd. Bovendien was zij volgens de Chinese staatsmedia in 1999 aanwezig bij een lunch van haar vader met Nelson Mandela, zou zij in 2008 door een Britse tandarts zijn behandeld, en was zij opgenomen in een lijst van Qadhafi-familieleden wier Duitse banktegoeden waren bevroren.[38] Omdat Moammar al-Qadhafi haar dood jarenlang gebruikte in propaganda als voorbeeld hoe slecht het Westen/Amerika was, moest haar bestaan worden verzwegen.

## Boek
- De Libische leider was de auteur van het boek Escape to Hell and other Stories (1998).[39]